# Restaurering
Restaurering (av lat. restauro "återställa") betecknar inom arkitekturen en verksamhet vars huvudsyfte är att återställa en byggnad i ett tidigare skick. Restaurering innefattar ett bevarande av kulturhistoriska eller kulturgeografiskt intressanta värden. Genom en restaurering eftersträvas utan förfalskning ett återställande av den ursprungliga funktionen samt interiör och exteriör.
I bildbehandling avses en operation som försöker kompensera för effekterna av olika former av störningar som brus och oskärpa. 
I naturbevarande syfte kan restaurering handla om att återställa en viss naturtyp som gått förlorad genom till exempel skövling, avbetning eller jordbruk.

## Historik
I äldre tider skedde restaureringar av konstverk vanligen genom att målare och skulptörer  fritt kompletterade eller ”moderniserade” det förelagda arbetet. Antika skulpturer iståndsattes genom överarbetningar eller fria kompletteringar ända fram till 1800-talet. De samtida omdömena om dessa insatser var ofta att de utförts så skickligt att man inte kunde skilja originalpartierna från tilläggen.
Intresset för ett bevarande av ursprungsformen, d. v. s. rollen för konstverket som historiskt dokument, var delvis en följd av romantikens medeltidsstudier. Det tog sig inom byggnadskonsten uttryck i den franske arkitekten Viollet-le-Ducs – eller hans svenske efterföljare Helgo Zettervalls – stilrena restaureringar av medeltida katedraler, vilka av en senare generation dock starkt har kritiserats såsom ohistoriska.
Principerna för byggnadsrestaurering är underkastade debatt. I fråga om restaurering av konstverk, arkeologiska fynd, textilier med mera är fackmännen dock i princip ense om att ingreppen bör inskränkas till ett minimum, så att en betraktare med blotta ögat ska kunna skilja originalpartierna från tilläggen (ett undantag härvidlag utgör dock stafflimåleri efter cirka år 1500) samt att alla tillägg görs i ett material som skall tillåta kommande generationer att ge alternativa lösningar.